# Флягин, Алексей Михайлович
Алексей Михайлович Флягин (6 августа 1907, Скалино, Ярославская губерния — 3 сентября 1944, Рымнику-Сэрат, Рымнику-Сэрат) — русский советский журналист и писатель.

## Биография
Родился 6 августа 1907 года в деревне Скалино Любимского уезда Ярославской губернии (ныне — Первомайского района Ярославской области) в многодетной семье железнодорожного рабочего. Родители умерли рано, и Алексею с 12 лет, не окончив сельской школы, приходилось зарабатывать себе на жизнь: он работал подпаском, продавцом в сельпо, сезонным рабочим-ремонтником на железной дороге, водоливом в депо.
В 16 лет принят в комсомол. После окончания соответствующих курсов работал в сельской кооперации. В 1927 году волостным комитетом комсомола направлен на учёбу в Ярославскую губернскую совпартшколу, после чего был принят в ВКП(б). С 1929 года работал пропагандистом в 1-м городском райкоме комсомола Ярославля, уполномоченным по печати в окружном ВЛКСМ, спецкорреспондентом областной комсомольской газеты «Ленинец». С 1931 года заведующий школы Октябрьского сельсовета Даниловского района Ярославской области, затем заведующий школы ФЗУ в Данилове.
С 1933 года заведующий сельскохозяйственным отделом, затем заместитель редактора в даниловской районной газете «Колхозная стройка». С декабря 1933 года сотрудник Ярославской областной газеты «Северный рабочий»: заведующий отделом школы и культуры (1933—1938), отделом ? (1938—1940), отделом писем (1940—1941).
В 1941 году ушёл добровольцем на фронт. Воевал в составе 243-й стрелковой дивизии. Был редактором дивизионной газеты «В бой за Родину». Награждён орденом Красной Звезды и медалями. Погиб 3 сентября 1944 года в румынском городке Рымнику-Сэрат при вражеском налёте. Похоронен на местном кладбище в братской могиле.
Был женат, оставил троих детей.

## Творчество
Автор 12 рассказов и повестей. Первые из них опубликованы в московском журнале «Комбайн» в 1931—1933 годах. В начале 1940-х годов опубликовал несколько рассказов в «Ярославском альманахе». Первый и единственный выпущенный при жизни сборник — «Семья», вышедший в Ярославле в 1943 году. После войны в Ярославле и в Москве вышло ещё несколько сборников.